# سيلاس بلاكمان
سيلاس بلاكمان (بالإنجليزية: Silas Blackman)‏ هو سياسي أمريكي، ولد في 1835 في نيويورك في الولايات المتحدة، وتوفي في 1926. انتخب عضو مجلس نواب مينيسوتا.